# Herman Lindqvist
Bror Herman Lindqvist, född 1 april 1943 i Bromma församling i Stockholm, är en svensk journalist, författare och populärhistoriker.

## Biografi
Herman Lindqvist växte upp på Sveriges ambassad i Helsingfors där fadern Eric Lindqvist var pressattaché.  Han avlade studentexamen vid Nya svenska läroverket (Lärkan)  i Helsingfors 1964, bedrev sedan studier vid Stockholms universitet och Göteborgs universitet, samt anställdes därefter på Göteborgs Handels- och Sjöfartstidning 1966–1967. Han var anställd på Aftonbladet 1967–1971 (korrespondent i Prag 1968, Paris 1969 och Beirut 1970), frilanskorrespondent i Hongkong för Expressen 1971–1973, anställd där från 1973 och deras korrespondent i Bangkok 1973–1976 samt i Kairo 1976–1978. Lindqvist anställdes på TV 1 1980, var TV:s Asienkorrespondent i Tokyo 1981–1984, Sveriges Radios korrespondent i Paris 1984–1989 och frilansade därefter för radio och tv i Madrid 1989–1991 samt har skrivit kåseriböcker om sin vistelse där.  
Vid sekelskiftet 2000 uppmärksammades han genom sin populärhistoriska TV-serie Hermans historia (1991–2002), samt bokserien Historien om Sverige (1992–2006) som har sålt i stora upplagor. Under 1990-talet var Lindqvist  kolumnist i  Expressen, under 2000-talet i Aftonbladet och sedan 2018 i Svensk Damtidning. 
Under åren 2005–2008 var Lindqvist, på hovets begäran, kronprinsessan Victorias privatlärare i historia.[källa behövs]
Lindqvist är uttalad rojalist och i hans texter står kungligheter och andra makthavare ofta i centrum.
Lindqvist har sommarpratat i Sveriges Radio sju gånger, senast 2009, samt i radio Vega i Helsingfors 2014.
2023 var han gäst i P1:s Söndagsintervjun där han bland annat berättade om sitt liv som utrikeskorrespondent under 26 krig och konflikter runt om i världen.

## Kontroverser
Lindqvist har från akademiskt skolade historiker fått kritik för att en del av hans böcker innehåller faktafel och kontroversiella värderingar. 2000 drogs hela förstaupplagan av Lindqvists bok Drömmar och verklighet in av hans dåvarande förlag Norstedts på grund av att han där, utan faktagrund och mot befintlig historisk forskning, pekade ut professor Karl-Gustaf Hildebrand som antisemit. Efter korrigering utkom boken i ny version.
År 2012 stoppade Bonniers utgivningen av Lindqvists memoarer, Mitt i allt, sedan Dagens Nyheter-journalisten Henrik Arnstad anklagat Lindqvist för historieförfalskning då Lindqvist i memoarerna än en gång anklagat Hildebrand för antisemitism. Lindqvist hävdade senare i ett e-brev till Dagens Nyheter att kontroversen berodde på en olycklig formulering och att han inte hade för avsikt att peka ut Hildebrand som nazist. Han meddelade även att formuleringen skulle tas bort. Memoarerna utkom strax efteråt i korrigerad form.
I samband med att svenska prinsessan Estelles namn kungjordes 2012 gav Lindqvist ett negativt utlåtande om namnvalet. Kommentaren att namnet "låter som en nattklubbsdrottning", väckte skarpa reaktioner. Senare bad Lindqvist om ursäkt.
Våren 2012 hamnade Lindqvist även i blåsväder efter att ha medverkat i en intervju för en högerextremistisk webbplats.

## Familj
Herman Lindqvist har tre barn i två upplösta äktenskap. I första äktenskapet fick han en son och en dotter. I andra äktenskapet 1979–2015 med författaren Birgitta Lindqvist föddes dottern Elin Lindqvist, som också är författare. Efter andra skilsmässan flyttade han till Warszawa med sin nya partner Liliana Komorowska som han gifte sig med 6 juni 2015.

## Utmärkelser
Lindqvist tilldelades år 1997 Konungens medalj i 8:e storleken. År 2000 tilldelades han kommendörstecknet av Finlands Lejons Orden. Han har belönats flera gånger av Svenska Litteratursällskapet i Finland, år 2000 och 2013.
År 2016 promoverades Lindqvist till politices hedersdoktor vid Åbo Akademi.